# Sinngedichte
Sinngedichte (Känslodikter), op.1, är en vals av Johann Strauss den yngre. Den spelades första gången den 15 oktober 1844 på Café Dommayer i Wien.

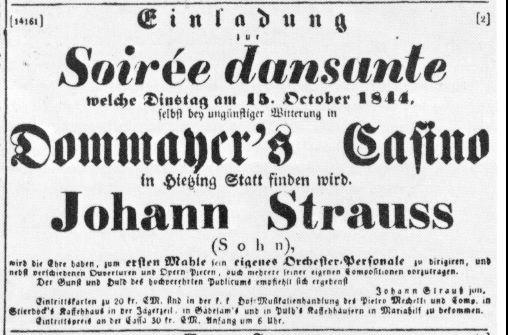
Annons för Johann Strauss den yngres debutkonsert på Café Dommayer den 15 oktober 1844.

## Historia
Man kan knappast föreställa sig den förväntan och uppståndelse som väcktes hos wienarna efter de första tidningsnotiserna om att Johann Strauss den yngre, sonen till en av Europas mest firade danskompositörer och dirigenter - Johann Strauss den äldre - skulle begå sin musikaliska debut med en egen orkester den 15 oktober 1844 vid en "Soirée dansante", samt att det skulle ske på en av faderns regelbundna stamställen: Café Dommayer i Hietzing, en förort till Wien i närheten av slottet Schönbrunn. Det hade visat sig vara svårt att hitta en bättre nöjeslokal som vågade sig på att engagera den unge debutanten. Strauss den äldres medhjälpare hade nämligen låtit alla lokalägare förstå att man inte kunde påräkna något framträdande av Johann Strauss (den äldre) om man upplät sina salonger åt sonen. Dommayer var naturligtvis medveten om att man tog en risk men anade säkert också att debuten skulle väcka uppseende bland wienarna.
Efter att den 5 september 1844 ha erhållit sitt näringstillstånd från Wiens magistrat att "framträda med en orkester på mellan tolv och femton musiker på restauranter" samlade den 18-årige Strauss samman 24 instrumentalister bland de många arbetslösa musiker som fanns på Wiens alla musiklokaler. Den första tidningsnotisen om Strauss kommande konsert hade stått att läsa i Wiener Allgemeine Theaterzeitung den 2 oktober 1844 under rubriken: "Fort, vad nytt i Wien? En ny kapellmästare Strauss." Med termen 'kapellmästare' menades en dirigent i ledning för sin egen orkester. Tidningen slutade reportaget med orden: "Man kommer att få höra fem [sic!] nya kompositioner av honom: vi förväntar oss mycket av denna unge man, och publiken kommer säkert skänka sonen precis lika mycket uppmärksamhet som den i åratal har skänkt fadern". Andemeningen av "Lycka till!" genomsyrade många tidningar, men faderns reaktion till detta uppenbara sonliga uppror kan bara tänkas - fadern hade uttryckligen förbjudit sina söner att försöka sig på en musikalisk karriär och hade tänkt sig att den äldste sonen Johann skulle bli bankman. Till skillnad från sin hustru närvarade han inte vid sonens debut.

## Framförandet
Den 15 på eftermiddagen slingrade sig rader av vagnar och gående från Wien ut mot Hietzing, och långt före kl. 18 var alla platser fyllda i den vackra, relief- och stuckaturprydda salongen. Publiken trängde på så häftigt, att biljettluckans personal inte hann kontrollera inpassagen. Man kastade in pengar genom luckan och gick in, och när luckan stängdes gick publiken in utan att betala. Publiken kom i sådana mängder till Café Dommayer (den rymde ca 600 personer) att ingen kunde dansa på de överfyllda dansgolven. Strauss inledde programmet med ouvertyren till Aubers opera Den stumma från Portici. Med denna öppning signalerade Strauss att han var av revolutionärt sinnelag. Ingen annan opera har haft större politisk laddning. 1830 hade just den operan blivit startskottet för Belgiens frigörelse från Nederländerna. Som andra nummer framfördes en av Strauss arrangerad cavatina ur Giacomo Meyerbeers opera Robert le Diable. Först som tredje nummer kom hans egen vals Gunstwerber, varpå följde polkan Herzenslust, kadriljen Debut-Quadrille och sist valsen Sinngedichte. Valsen erhöll stor uppmärksamhet från befolkningen och den fick tas om 19 gånger. Faderns årsgamla vals Loreley-Rheinklänge spelades antingen sist eller möjligen efter aftonens andra ouvertyr, som kom från den alldeles nyuppförda Auberoperan Sirenen. Ett annat färskt operainslag var ouvertyren till sånglustspelet Sommernachtstraum (efter Shakespeares drama) av den 25-årige Franz von Suppé. Att Strauss den yngre valde att spela ett av faderns verk uppfattades av publiken som en hyllning från den unge debutanten till den berömde fadern. Den gesten gjorde stort intryck på de närvarande.
Medan det fanns ett naturligt intresse för den unge Strauss tolkning av musikverken skrivna av fadern, Auber och Meyerbeer, så var det hans egna kompositioner som publiken ville höra. De blev inte besvikna och vart och ett av de fyra verken mottogs med genuin entusiasm och stormande applåder. 

## Recensioner
Recensenten i tidningen Der Sammler (17.10.1844) skrev om konserten: 
"Valsgeniet Herr Strauss den äldre har besökt Herr Strauss den yngre. Åter hördes äkta, fräscha valser från munterhetens vår; åter fräscha, stärkande, utmanande melodier, klanger och ljudstyrka. Det var en afton full av glädje och på samma gång en afton full av svåra plågor för danssugna fötter. Tantalos med alla sina kval hade det säkert bättre och det hade varit lättar att få en plats i det brittiska överhuset, än att tillkämpa sig en bordsplats. Att stå vid sidan om och lyssna till sådana valser som 'Gunstwerber' och 'Sinngedichte', och inte kunna dansa, var säkert en större uppoffring än vad Mucius Scaevola gjorde för sitt land. Men publiken fick sin hämnd då Herr Strauss junior tvingades repetera alla sina nummer...".
Franz Wiest rapporterad för tidningen Der Wanderer (19.10.1844): 
"Inte för att de två valserna av Strauss-sonen 'Gunstwerber' och 'Sinngedichte' utmärkte sig genom inspiration eller originalitet men de vibrerade med den speciella rytmiska elegans och de glödde av den karaktäristiska wienska, lätta hjärtlighet som, med undantag för Fader Strauss, ingen levande valskompositör kan åstadkomma. Publiken sjöng med i den första valsdelen av 'Sinngedichte'; i morgon kommer positivhalarna spela den, och i övermorgon kommer Strauss-sonens namn finnas på allas läppar... Jag har funderat över denna unge mans fysiska styrka och uthållighet! Nästan varje musikstycke fick tas om, och han spelade valsen 'Sinngedichte sex gånger i rad till hopens vilda rop!... När jag lämnade Dommayers proppfulla rum vid midnatt spelade Strauss 'Sinngedichte' för 19:e gången! Strauss namn kommer leva vidare med hans son; barn och barnbarn kan se framtiden an och tretakten kommer stå på god fot med honom."
Wiest slutade sin långa recension av konserten på Dommayer med de sedan dess berömda orden:
| ” | Godnatt Joseph Lanner! Godafton Johann Strauss den äldre! God morgon, Strauss den yngre! | „ |

Framträdandet av Johann Strauss den yngre innebar från den dagen att fadern inte mer kallades för Johann Strauss, utan Johann Strauss den äldre.

## Om valsen
Trots att valsen Sinngedichte var hans första opus spelades likväl först valsen Gunstwerber, Debut-Quadrille, Herzenslust och sist, som ett bevis på respekten för fadern, dennes vals Loreley-Rheinklänge. I inledningstakterna till valsen Sinngedichte märks musikaliska lån från såväl Joseph Lanner, som från Johann Strauss den äldre. 
Speltiden är ca 9 minuter och 43 sekunder plus minus några sekunder beroende på dirigentens musikaliska tolkning.

## Weblänkar
- Dynastin Strauss 1845 med kommentarer om Sinngedichte
- Sinngedichte i Naxos-utgåvan.

## Notexempel
Vals 1

## Anmärkning
1. ↑  'Sinngedichte' var en beteckning i det gamla Wien på ett bidrag till ett poesialbum. Se Epigram.
2. ↑  Strauss förläggare, Pietro Mechetti, tilldelade de fyra verken opusnummer i omvänd ordning till vilken de hade framförts: valsen Gunstwerber op. 4, polkan Herzenslust op. 3, Debut-Quadrille op. 2 och Sinngedichte op. 1.